# 博爾州立大學
博爾州立大學是位于美国印第安纳州曼西市的一所公立研究型大学。该大学在印第安纳波利斯、韦恩堡和费舍尔斯设有分校区。该大学由七个学院组成。截至2023年，该大学招收了约20,400名学生，其中包括14,900名本科生和5,500名研究生。该大学提供约120个本科专业和130个辅修专业以及100多个硕士、博士、证书和专家学位。
1917年，实业家兼博爾集团创始人博爾兄弟收购了被抵押的印第安纳师范学院，并将学校及其周边土地捐赠给了印第安纳州。1918年春，印第安纳州议会接受了这笔捐赠，当年首批235名学生入读印第安纳州立师范学校东区。鲍尔州立大学被归类为R2博士大学。